# Achselhaar

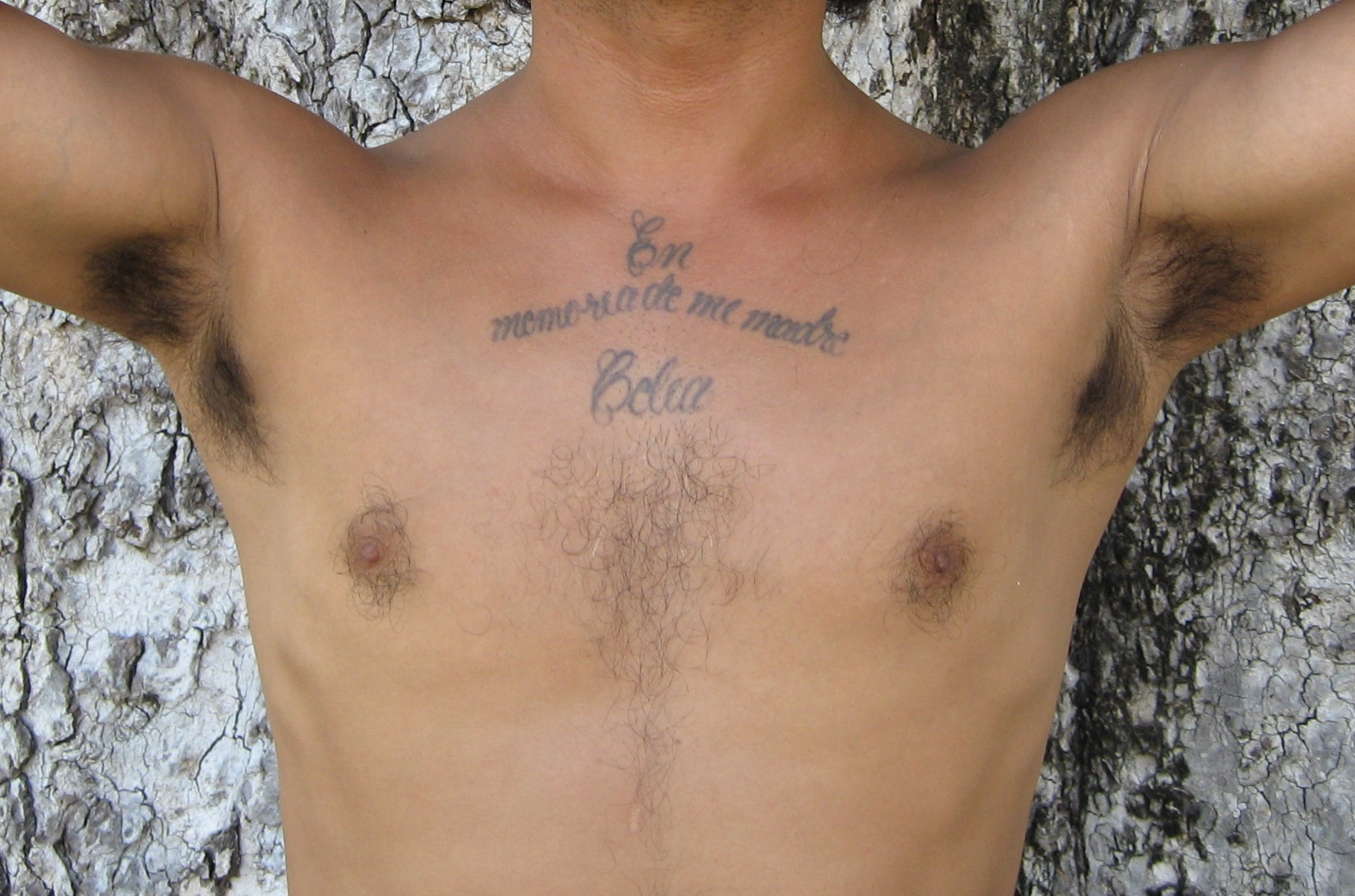
Mann mit Achselhaaren

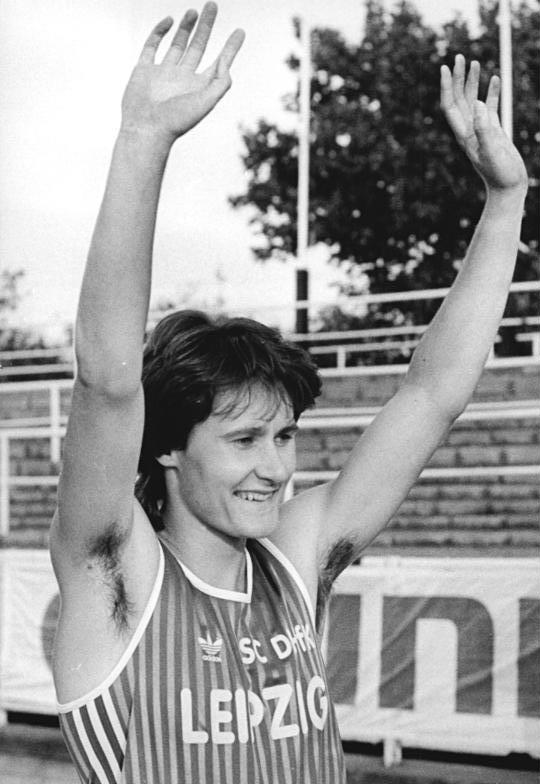
Frau mit Achselhaaren

Achselhaare (lateinisch hirci) nennt man Haare, die in den Achselhöhlen von Menschen wachsen. Sie sind als Teil der Körperbehaarung sekundäres Geschlechtsmerkmal. In den Achselhöhlen finden sich neben den ekkrinen Schweißdrüsen, die beim Menschen praktisch über den ganzen Körper verteilt sind, noch die apokrinen Schweißdrüsen, die vor allem oder ausschließlich in behaarten Körperarealen, so der Achsel- und Genitalregion sowie an den Brustwarzen, vorkommen. Sie produzieren unter anderem Pheromone, die über das Jacobsonsche Organ oder auch Vomeronasale Organ wahrgenommen werden können und als Botenstoffe dienen.

## Allgemeines
Die Achselbehaarung entwickelt sich bei beiden Geschlechtern während der Pubertät, zumeist erst im späteren Verlauf der Ausprägung anderer Geschlechtsmerkmale. Achselhaare dienen der Schweißaufnahme, sind aber wie auch die Schamhaare sekundäres Geschlechtsmerkmal und dienen einerseits als optischer Reiz, andererseits aber auch (durch bessere Verteilung bzw. größere Oberfläche) verstärkend bei der Entsendung von Sexual-Lockstoffen (Pheromonen), die durch das Vomeronasale Organ registriert werden. Ferner dient die Achselbehaarung zur Reduzierung von Reibung in den Achselhöhlen.
Achselhaare können (wie Haupt- und Schamhaar) in Farbe, Form und Dichte individuell sehr unterschiedlich sein. Die Ausprägung der Achselhaare ist nicht nur von der genetischen Veranlagung und vom Androgen-Spiegel des Individuums abhängig, sondern auch von anderen Faktoren, wie Reibung und Klima. Menschen in heißen Klimazonen weisen evolutionsbedingt in der Regel stärkere Achselbehaarung auf, da die Verdunstungskälte des dort aufgenommenen Achselschweißes der Körperkühlung dient. Das Wachstum der Achselhaare hört nicht mit einer bestimmten Haarlänge auf, die Haare haben vielmehr genetisch bedingt nur eine bestimmte Lebensdauer von ca. sechs Monaten und fallen dann aus. Ein Kopfhaar dagegen wird bis zu sieben Jahre alt.

## Entfernung der Achselhaare

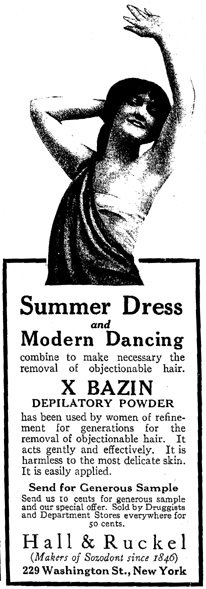
Werbung für die Entfernung des Achselhaars

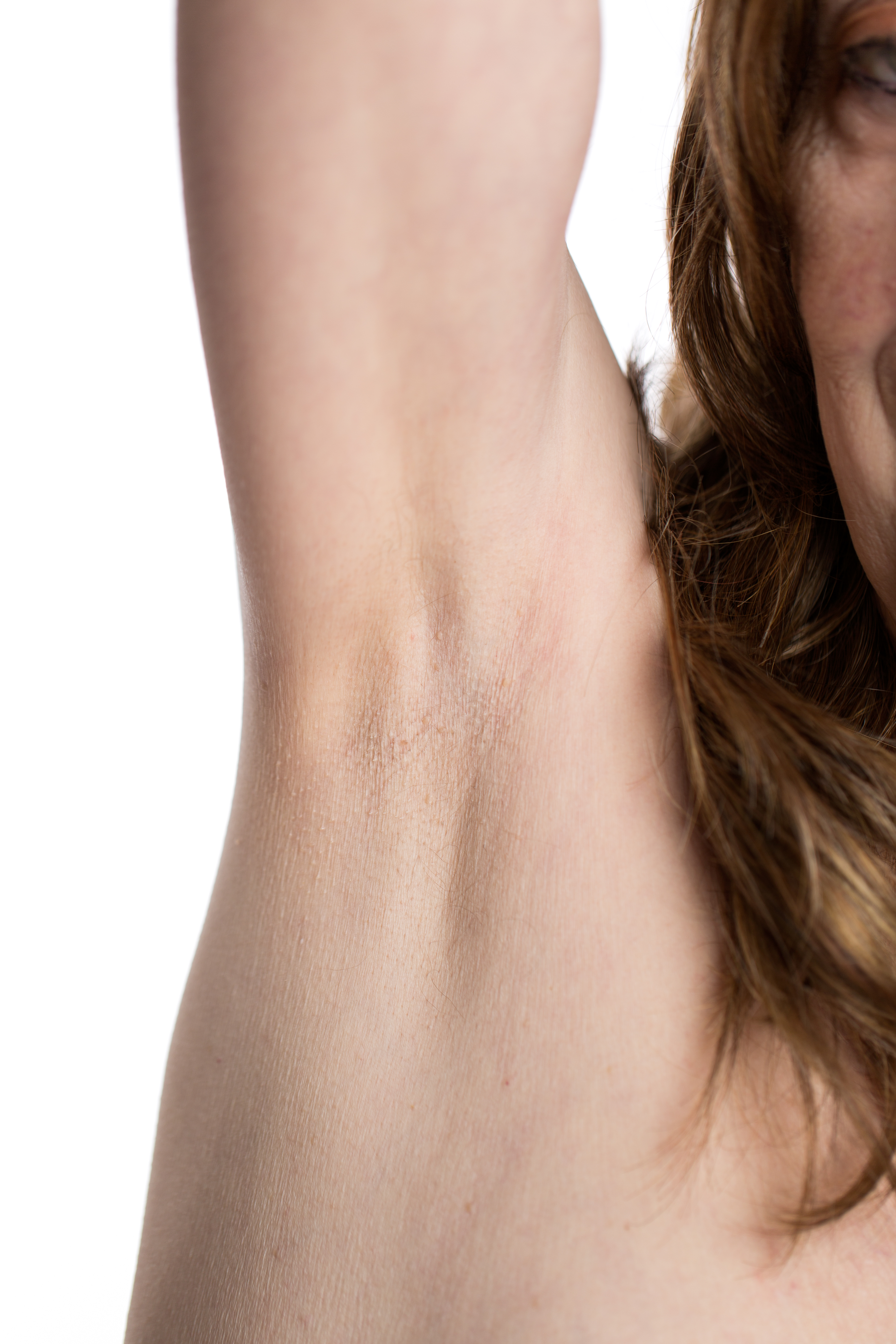
Mensch mit entfernten Achselhaaren

In den meisten Kulturkreisen in Europa, den USA oder im Orient entfernen viele Menschen ihre Achselhaare. Zunächst entfernten im westlichen Kulturkreis besonders Frauen die Achselhaare, seit Anfang des 21. Jahrhunderts nimmt die Rasur der Achselhaare auch bei Männern zu. In einer repräsentativen Umfrage 2012 unter Männern im Alter zwischen 14 und 29 gaben 43,3 % an, die Achselhaare zu entfernen.
Dabei kam die Entfernung der Körperbehaarung generell als Modetrend und Ausdruck von Femininität in den USA bereits zwischen 1915 und 1945 auf und verbreitete sich danach erst in Europa (im Vereinigten Königreich früher als in Frankreich).

### Religion
Im Orient hat die Haarentfernung vorwiegend religiöse Gründe, die hier in unmittelbarem Zusammenhang mit dem Begriff der Hygiene stehen. Die Reinlichkeitsvorschriften der Fitra im Islam verlangen unter anderem das Auszupfen der Achselhaare und die Entfernung der Schamhaare  nach spätestens „40 Nächten“. Dies erfolgt entweder durch Rasur oder Epilation (z. B. mit Hilfe von Halawa) und gilt sowohl für Frauen als auch für Männer.
Im Buddhismus hingegen verbieten die Ordensregeln der Mönche das Entfernen der Achselbehaarung.

### Ästhetik
Bereits im römischen Altertum zur Zeit der ersten Kaiser wurden Achsel- und Schamhaare als kosmetischer Übelstand empfunden und mit dem Begriff der Unreinlichkeit und des Übelriechenden verbunden. Im westlichen Kulturkreis heutiger Zeit entfernen Frauen vor allem in der wärmeren Jahreszeit aus ästhetischen Gründen ihre Achselhaare, da deren Sichtbarkeit beim Tragen der sehr verbreiteten ärmellosen Tops und Kleider als ungepflegt empfunden wird. Bereits ältere Spielfilme belegen, dass Frauen, die im Rampenlicht standen, aus optischen Gründen ihre Achselhaare entfernten. Zumindest in Westdeutschland war natürliche Achselbehaarung auch bei Frauen vor 1980 noch üblich, in der DDR bis zu deren Ende. Mitte der 1980er Jahre sorgte die Sängerin Nena aufgrund ihrer unrasierten Achselhaare in der englischen Boulevardpresse für Gesprächsstoff. Bei einem Konzert in England wurden jedoch von Fans Spruchbänder mit der Aufschrift „Nena, wir lieben deine haarigen Achseln!“ hochgehalten. Die Rasurverweigerung der damals noch jungen Juliette Lewis wurde in manchen Medien als „ungeheure Demonstration rebellischer Eigenartigkeit“ gesehen. Auch Patti Smith zeigte auf dem Plattencover von Easter ihre Achselhaare. Die Zeitschrift Vogue wollte Helmut Newtons Fotoaufnahmen von Hanna Schygulla nicht veröffentlichen, weil sie fast immer ihre Achselhaare zeigte. Auch heute noch wird das Tragen von Achselhaaren im Foto- und Filmbereich medienwirksam thematisiert, wie z. B. im Fall von Drew Barrymore beim Besuch der „Fashion Week“ in New York und von Julia Roberts 1999 bei der Premiere von Notting Hill.
Seit den 1980er Jahren gilt natürliche Achselbehaarung in der westlichen Kultur bei Frauen zunehmend als Normverletzung, während Achselbehaarung beim Mann eher akzeptiert wird. Dennoch gehört die Entfernung der Achselhaare seit Ende des 20. Jahrhunderts vielerorts zum Schönheitsideal bei Männern. Besonders bei jungen Menschen nimmt die Anzahl der Rasierenden jährlich zu, nicht selten im Zusammenhang mit dem Entfernen sämtlicher Körperbehaarung außerhalb des Haupthaares.

### Gesundheit und Hygiene
Wie auch die Intimrasur kann die Achselrasur zu unangenehmen Reizungen der empfindlichen Achselhaut führen.
Eine behaarte Achsel, in der sich Schweiß sammelt, führt bei vielen Menschen zu der Assoziation, man würde mit Achselbehaarung mehr schwitzen. Dies ist nicht der Fall, allenfalls können die geruchsbildenden Bakterien schwieriger abgewaschen werden, so dass behaarte Achseln zwar nicht häufiger, aber je nach individueller Veranlagung gründlicher gereinigt werden sollten als enthaarte Achseln.
Die Tatsache, dass sich aufgrund der ästhetischen Normen (siehe oberer Abschnitt) hauptsächlich Frauen die Achseln enthaaren, obwohl Frauen weniger Schweiß absondern als Männer, zeigt den Vorrang des ästhetischen Aspektes gegenüber dem Hygienischen.

### Sexualität

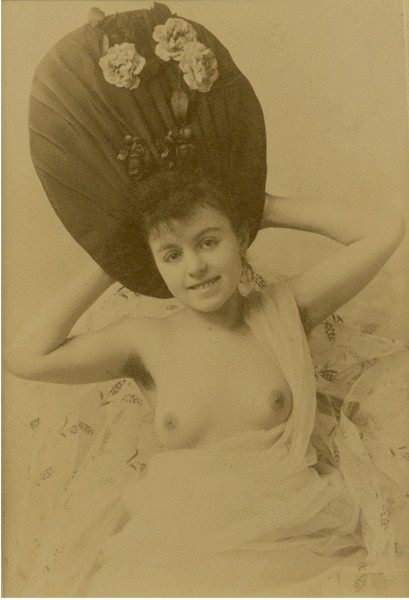
Fotomodell mit Achselhaaren aus dem Jahr 1890

Die sexuelle Einstellung gegenüber Achselhaaren unterscheidet sich auch kulturell. In einigen Kulturen gelten sie als besonders anziehend und erotisch, während sie in anderen Kulturräumen eher als abstoßend empfunden werden.
Auch in den heutigen westlichen Kulturen reichen die Ansichten von ästhetisch und hygienisch begründeter Ablehnung über Gleichgültigkeit bis hin zu erotischer Anziehung und vereinzelt zum Fetischismus, wie zum Beispiel beim japanischen Schriftsteller Mishima Yukio, dessen Fetische „männliche Achselhaare, Schweiß und weiße Handschuhe“ waren.

### Leistungssport
Neben optischen Gründen soll die Entfernung der Körperbehaarung und somit auch der Achselbehaarung in einigen Sportarten, beispielsweise beim Schwimmen, zur Minimierung des Strömungswiderstandes beitragen.

### Färben
In den Nullerjahren waren grell gefärbte Achselhaare in jugendlichen Subkulturen verbreitet. So bezeichnete der mehrfach preisgekrönte Star-Visagist René Koch in der Sendung des WDR Böttingers Gäste – „Kleider machen Leute“ vom 8. Oktober 2005 das Färben der Achselbehaarung bei Männern als seit einigen Jahren modischen Trend.